# Aplicarea pedepsei cu moartea după țară
     Țările care au abolit: 109
     Țările care au abolit pedeapsa cu moartea în practică (nu au executat pe nimeni în ultimii 14 sau mai mulți ani) și au abolit prin lege pentru toate infracțiunile, cu excepția celor comise în circumstanțe excepționale (cum ar fi infracțiunile comise în timpul războiului): 10
     Țările au abolit pedeapsa în practică (nu au executat pe nimeni în ultimul deceniu sau mai mult și se crede că au o politică sau o practică stabilită de a nu efectua execuții): 23
     Țări care mențin pedeapsa cu moartea: 53

Țările care au abolit: 109
Țările care au abolit pedeapsa cu moartea în practică (nu au executat pe nimeni în ultimii 14 sau mai mulți ani) și au abolit prin lege pentru toate infracțiunile, cu excepția celor comise în circumstanțe excepționale (cum ar fi infracțiunile comise în timpul războiului): 10
Țările au abolit pedeapsa în practică (nu au executat pe nimeni în ultimul deceniu sau mai mult și se crede că au o politică sau o practică stabilită de a nu efectua execuții): 23
Țări care mențin pedeapsa cu moartea: 53

Aplicarea pedepsei cu moartea după țară reprezintă măsura în care această metodă este în prezent pe toate continentele, dar de câteva decenii multe țări au desființat pedeapsa cu moartea. Din cele 195 de state membre Națiunilor Unite, numai 104 de țări au suprimat-o sau a abolit pentru toate infracțiunile, 8 numai pentru infracțiuni obișnuite și 28 nu l-au folosit de cel puțin zece ani și par să aibă o practică oficială sau neoficială de a se abține de la executarea unei execuții chiar dacă rămâne în vigoare. În 2016, cel puțin 23 de state au efectuat execuții, în timp ce un număr de 55 de țări au pronunțat pedepse cu moartea.

## Când se aplică pedeapsa cu moartea

### Africa
Din cele 54 de state independente din Africa care sunt membre ONU:
- 15 (din care 27%) mențin pedeapsa cu moartea atât în lege cât și în practică.
- 17 (din care 33%) permit utilizarea sa pentru infracțiuni obișnuite, dar nu l-au folosit de cel puțin 10 ani și se crede că are o politică sau o practică stabilită de a nu efectua executări sau se află sub un moratoriu.
- 1 (din care 1%) a desființat-o pentru infracțiuni obișnuite, dar îl păstrează pentru infracțiunile săvârșite în circumstanțe speciale, cum ar fi crimele de război.
- 21 (din care 39%) au abolit-o.

Multe țări africane nu au efectuat nicio execuție de peste 10 ani, dar nu se crede că au o politică aboliționistă sau o practică stabilită.
Informațiile de mai sus sunt corecte la momentul 2017, când Guinea a abolit pedeapsa capitală. Ciad a abolit pedeapsa cu moartea în 2014, dar a restabilit-o pentru terorism în 2015.
- În 2018, Egiptul a fost cel mai important călău din Africa. Libia a efectuat execuții extrajudiciare la rândul său. În acest secol, următoarele țări africane au desființat pedeapsa capitală, Coasta de Fildeș (2000), Senegal (2004), Rwanda (2007), Burundi (2009), Togo (2009), Gabon (2010), Congo (2015), Madagascar (2015), Benin (2016), Guineea (2017), și Burkina Faso (2018).

În 2018, Gambia a anunțat un moratoriu ca prim pas către abolire.
Execuții în Africa în 2018: Botswana (2), Egipt (43+), Somalia (13+), Sudan de Sud (7+), Sudan (2)
| Culoare cheie | Țară                      | Anul ultimei execuții                 | Execuții în 2018 | Anul abolirii                                                     | Detalii |
| ------------- | ------------------------- | ------------------------------------- | ---------------- | ----------------------------------------------------------------- | --- |
|               | Algeria                   | 1993                                  |                  | Nu există date disponibile in acest moment                        | Prin pluton de execuție. Pedeapsa cu moartea pentru trădare, spionaj, crimă agravată, castrarea care duce la moarte, prin incendiere (sau distrugere folosind dispozitive explozive) ale clădirilor, vehiculelor sau recoltelor care duc la moarte, distrugerea intenționată a echipamentelor militare care duce la moarte, încercări de schimbare a regimului sau acțiuni care vizează instigarea, distrugerea teritoriului, sabotaj la utilitățile publice și economice, masacre și sacrificii, participarea la formații armate sau la mișcări insurecționale, contrafacerea, terorism, acte de tortură sau cruzime, răpire, furt agravat, unele infracțiuni militare, otrăvire, încercarea unei infracțiuni eligibile pentru moarte, unele cazuri de recidivă și sperjur care duc la o condamnare la moarte pronunțată. În prezent, în cadrul unui moratoriu. La 20 decembrie 2012, Algeria a co-sponsorizat și votat în favoarea Rezoluției privind un moratoriu privind utilizarea pedepsei cu moartea la Adunarea generală a ONU. |
|               | Angola                    | * Niciuna din independența din 1975   |                  | 1992                                                              | Abolită în 1992 prin Constituție. |
|               | Benin                     | 1987                                  |                  | 2016                                                              | La 6 iulie 2012, Benin a aderat la cel de-al doilea protocol adițional la Pactul internațional pentru drepturile civile și politice, care îl face abolitorist pe Benin. Decizia a fost confirmată de Curtea Constituțională în ianuarie 2016, deși pedeapsa cu moartea este încă prezentă în statut. |
|               | Botswana                  | 2019                                  | 2                | Nu există date disponibile în acest moment                        | Spânzurarea și statul au, de asemenea, puterea de a determina metoda de executare prin infracțiune comisă. Pedeapsa cu moartea pentru omor, spionaj, trădare, tentativă de asasin la viața șefului statului, mutinie, dezertare în fața inamicului, piraterie agravată și terorism. Persoanele scuzate de pedeapsa capitală sunt femeile însărcinate, adolescenții cu vârsta mai mică de 18 ani la momentul crimei și bolnavii mintali. |
|               | Burkina Faso              | 1988                                  |                  | 2018 civili Nu există date disponible în acest moment \|2018      | Pedeapsa cu moartea abrogată pentru infracțiuni obișnuite în 2018, păstrat în continuare pentru crime de război. |
|               | Burundi                   | 2000                                  |                  | 2009                                                              | Pedeapsa cu moartea abrogată în codul penal revizuit din 2009. Execuțiile extrajudiciare sunt încă obișnuite. În ciuda eliminării pedepsei capitale, Burundi a votat împotriva Moratoriului ONU privind pedeapsa cu moartea în 2016. |
|               | Camerun                   | 1997                                  |                  | Nu există date disponibile în acest moment                        | Spânzurarea, prin pluton de execuție și împușcarea. Pedeapsa cu moartea pentru secesiune, spionaj, trădare, terorism, crimă agravată, crimă premeditată, furt violent care duce la moarte sau care produce vătămări corporale grave, răpirea unei minore care duce la moartea acelei minore, atac la un angajat al statului cu intenția de a ucide, încercare de crimă eligibilă pentru moarte și conspirație de a comite o crimă eligibilă pentru moarte, jefuirea de către bande folosind forța în perioadele de război și instigarea la război. În februarie 2014, președintele Republicii, Paul Biya, a comutat toate persoanele condamnate la pedeapsa cu moartea pe viață în închisoare. Decretul le-a comis pedepsele la 25 de ani de încarcerare. Cu toate acestea, sentințele de moarte au continuat să fie date la momentul 2016. |
|               | Capul Verde               | *Niciuna de la independența din 1975  |                  | 1981                                                              | Ultima execuție când o colonie din Portugalia a fost 1835. Abolită în 1981 prin Constituție. |
|               | Republica Centrafricană   | 1981                                  |                  | 2022                                                              | Pluton de execuție. Pedeapsa cu moartea pentru trădare, spionaj, șarlatanism, vrăjitorie, asasinat, omor, crimă agravată, terorism, viol, jaf armat, răpire, asalt repetat sau neglijență a unui copil care duce la deces, castrarea care duce la moarte, făcând o acuzație falsă care duce la condamnarea la moarte a unei persoane, folosirea torturii în legătură cu o altă crimă, agresarea unui membru al guvernului sau parlamentului, a unui judecător sau a unui ofițer de poliție cu intenția de a ucide, încercarea unei infracțiuni eligibile pentru moarte, unele cazuri de recidivă, genocid, crime de război și crime împotriva umanității |
|               | Ciad                      | 2015                                  |                  | 2020                                                              | Pluton de execuție, împușcarea. Pedeapsa cu moartea se aplică pentru omor agravat, incendiu, răpire care a dus la moartea victimei, crime legate de terorism, trădare, spionaj, agresarea unui funcționar public, tentativă la omor prin otrăvire, comitere de tortură sau alte fapte barbare și infracțiuni militare. Persoanele scuzate de pedeapsa capitală sunt femeile cu copii mici, femeile care sunt însărcinate, adolescenții sub 18 ani în momentul crimei și bolnavii mintali. Pedeapsa capitală a fost abolită în 2014, dar apoi a fost reintrodusă în anul următor. |
|               | Comore                    | 1997                                  |                  | Nu există date disponibile în acest moment                        | Pluton de execuție. Pedeapsa cu moartea se aplică pentru omor agravat, crimă, comentarii publice, viol (dacă are ca rezultat moartea victimei), acțiuni barbare, inclusiv tortură și violuri agravate. Persoanele excluse de la pedeapsa capitală sunt femeile însărcinate, femeile cu copii mici, adolescenții sub 18 ani la momentul crimei și bolnavii mintali. |
|               | Congo                     | 1982                                  |                  | 2015                                                              | Pedeapsa cu moartea abolită prin noiembrie 2015 prin Constituție. |
|               | Republica Democrată Congo | 2003                                  |                  | Nu există date disponibile în acest moment                        | Spânzurare, prin împușcare. Pedeapsa cu moartea pentru omor, crimă agravată, trădare, distrugerea instalațiilor militare care duce la moarte, impunerea unor procese superstițioase prin ordonanță care duce la moarte, terorism, jaf armat, trafic de droguri și deținere de droguri în timpul războiului, spionaj, deturnare de către un procuror public de sechestru sau bunuri confiscate în timp de război, unele infracțiuni militare, crime de război, genocid și crime împotriva umanității. |
|               | Djibouti                  | *Niciuna, de la independența din 1977 |                  | 1995                                                              | Abolită prin Constituție. |
|               | Egipt                     | 2019                                  | 43+              | Nu există date disponibile în acest moment                        | Spânzurare / execuție prin pluton de execuție. Pedeapsa cu moartea pentru viol (dacă victima este, de asemenea, răpită), crimă, trădare, terorism, spionaj, sperjur cauzând execuție greșită și trafic organizat de droguri. Cei scuzați de pedeapsa cu moartea sunt: femeile cu copii mici, femeile care sunt însărcinate, adolescenții sub 18 ani la momentul crimei și boală mintală. În Egipt, se crede că au fost executate cel puțin 1.700 de persoane sub pedeapsa cu moartea, iar între 2007 și 2014 au fost emise 1.413 condamnări la moarte. De la începutul anului 2015, au fost raportate cel puțin 354 de condamnări la moarte, Cu toate acestea, cifrele nu sunt total de încredere, deoarece secretul guvernului în jurul pedepsei capitale îi împiedică să publice toate informațiile. |
|               | Guineea Ecuatorială       | 2014                                  |                  | Nu există date disponibile în acest moment                        | Spânzurare, Pluton de execuție. Pedeapsa cu moartea pentru omor, trădare, terorism, jaf armat, spionaj, piraterie, crime de război, unele infracțiuni militare și crime împotriva umanității. |
|               | Eritrea                   | *Niciuna, de la independența din 1993 |                  | Nu există date disponibile în acest moment                        | Spânzurare, împușcare. Ultima execuție când o parte din Etiopia a fost 1989. Pedeapsa cu moartea pentru omor, jaf armat, spionaj, trădare, crime economice, infracțiuni militare, crime de război și genocid. Este posibil să fi fost efectuată cel puțin o execuție între 1999 și 2008, dar aceasta rămâne neconfirmată. |
|               | Eswatini (Swaziland)      | 1983                                  |                  | Nu există date disponibile în acest moment                        | Pedeapsa cu moartea pentru omor. trădare. |
|               | Etiopia                   | 2007                                  |                  | Nu există date disponibile în acest moment                        | Pluton de execuție. Pedeapsa cu moartea pentru omor, tâlhărie care duce la moarte sau la invaliditatea permanentă a victimei, jaf armat, terorism, unele crime economice, spionaj, trădare, anumite infracțiuni militare, conspirație armată, crime de război, genocid, tentative de infracțiuni capitale, anumite crime economice la timp de război și ultrajuri împotriva Constituției. |
|               | Gabon                     | 1985                                  |                  | 2010                                                              | Abolită în februarie 2010. |
|               | Gambia                    | 2012                                  |                  | Nu există date disponibile în acest moment                        | Spânzurare, pluton de execuție. Pedeapsa cu moartea pentru trădare, crimă și terorism. Pedeapsa capitală a fost abrogată în 1993, dar a fost reînființată de Consiliul Provocator provizoriu al Armatei în august 1995. În februarie 2018, Gambia a anunțat un moratoriu cu privire la pedeapsă cu moartea. În septembrie 2018, a ratificat cel de-al doilea protocol opțional la Pactul internațional privind drepturile civile și politice. În mai 2019, a comutat 22 de pedepse cu moartea până la închisoare pe viață. |
|               | Ghana                     | 1993                                  |                  | 2023 civili. Militari. Nu există date disponible în acest moment. | Pluton de execuție, Spânzurare. Pedeapsa cu moartea pentru omor, trădare, jaf armat. În 2014, s-a convenit că va avea loc un referendum cu privire la mai multe modificări constituționale, inclusiv abolirea pedepsei capitale. |
|               | Guineea                   | 2001                                  |                  | 2017                                                              | Abolită în 2016 pentru infracțiuni obișnuite, iar în 2017 pentru toate infracțiunile. |
|               | Guinea-Bissau             | 1986                                  |                  | 1993                                                              | Aboliă în 1993 prin Constituție. |
|               | Coasta de Fildeș          | *Niciuna, de la independența din 1960 |                  | 2000                                                              | |
|               | Kenya                     | 1987                                  |                  | Nu există date disponibile în acest moment                        | Spânzurare.Pedeapsa cu moartea pentru terorism, acte de terorism, înaltă trădare, crimă, jaf armat, trădare, infracțiuni militare și administrarea unui jurământ presupus să lege o persoană să comită o infracțiune capitală. La 3 august 2009, condamnările la moarte ale tuturor celor 4.000 de deținuți din rândurile de moarte au fost comutate la închisoare pe viață, iar studiile guvernamentale au fost ordonate să stabilească dacă pedeapsa cu moartea are vreun impact asupra infracțiunii. |
|               | Lesotho                   | 1995                                  |                  | Nu există date disponibile în acest moment                        | Spânzurare. Pedeapsa cu moartea pentru omor, trădare, viol și infracțiuni militare, cum ar fi mutilare. |
|               | Liberia                   | 2000                                  |                  | Nu există date disponibile în acest moment                        | Spânzurare. Pedeapsa cu moartea pentru omor agravat, jaf armat, terorism, "mercenarism", care duce la moarte, deturnare, trădare și spionaj. La 16 septembrie 2005, Liberia a aderat la cel de-al doilea protocol opțional la Pactul internațional pentru drepturile civile și politice, eliminând pedeapsa cu moartea, dar a reintrodus elemente din aceasta în iulie 2008. |
|               | Libia                     | 2010                                  |                  | Nu există date disponibile în acest moment                        | Pluton de execuție, împușcare. Libia a executat mai multe persoane (18) în 2010, decât orice alt stat african. Legile actuale permit pedeapsa capitală pentru înaltă trădare, încercarea de a forța schimbarea unei forme de guvernare, omor premeditat, crimă agravată, terorism, trafic de droguri, jaf care duce la moarte, infracțiuni de spionaj și militare, precum asistarea inamicului sau subminarea apărării sau a integrității teritoriale a statului. |
|               | Madagascar                | 1958                                  |                  | 2015                                                              | Abolită 10 decembrie 2014 Mai devreme, la 24 septembrie 2012, Madagascar semnase cel de-al doilea protocol adițional la Pactul internațional pentru drepturile civile și politice. |
|               | Malawi                    | 1992                                  |                  | Nu există date disponibile în acest moment                        | Spânzurarea este folosită. Pedeapsa cu moartea pentru omor, viol, jaf violent, spargere, trădare, infracțiuni de casă și infracțiuni militare. |
|               | Mali                      | 1980                                  |                  | Nu există date disponibile în acest moment                        | Execuții la comanda unui pluton de execuție. Pedeapsa cu moartea pentru omor agravat, terorism, jaf violent, jaf armat sau tâlhărie de bandă, incendiere, răpire, trădare, spionaj, anumite infracțiuni militare, crime împotriva umanității, genocid, agresarea angajaților de serviciu cu intenția de a provoca moartea, otrăvire sau otrăvire în masă a aprovizionării cu apă, săvârșirea de tortură sau fapte barbare în cursul unei infracțiuni grave și încercarea unei infracțiuni eligibile pentru moarte. În prezent, nicio persoană nu a fost executată din 1980, făcând Mali o țară aboliționistă de facto. |
|               | Mauritania                | 1987                                  |                  | Nu există date disponibile în acest moment                        | Pedeapsa cu moartea pentru homosexualitate, sodomie, apostazie, blasfemie, adulter, omor, crimă agravată, terorism, tortură, viol, jaf armat, tentativă de tâlhărie armată, incendiu, complice la o crimă eligibilă pentru moarte, atacarea unui judecător sau a unui funcționar public în cursul îndatoririlor sale, care duce la moartea sa, răpire care duce la moarte, abandonarea unui copil sau a unei persoane incapabile care i-a cauzat moartea, spionajul, trădarea, sperjurul care au determinat executarea greșită, unele cazuri de infracțiuni repetate și distrugerea voluntară a clădirilor, podurilor, barajelor sau drumurilor care au cauzat moartea. |
|               | Mauritius                 | 1987                                  |                  | 1995                                                              | |
|               | Maroc                     | 1993                                  |                  | Nu există date disponibile în acest moment                        | Pedeapsa cu moartea pentru terorism, trădare, spionaj, corupție, sperjur provocând o execuție greșită și omor agravat. În decembrie 2013, un grup parlamentar de opoziție a depus un proiect de lege pentru abolirea pedepsei cu moartea în Maroc. Deputatul care a prezentat proiectul de lege a declarat că este „optimist” cu privire la trecerea proiectului de lege „având în vedere actuala mișcare de reformă din Maroc”. |
|               | Mozambic                  | 1986                                  |                  | 1990                                                              | Abolită din noiembrie 1990 prin Constituție. |
|               | Namibia                   | *Niciuna de la independența din 1990  |                  | 1990                                                              | Ultima execuție când a fost ocupată de Africa de Sud a fost în 1988. Abolită în martie 1990 prin Constituție. |
|               | Niger                     | 1976                                  |                  | Nu există date disponibile în acest moment                        | Pluton de execuție. Pedeapsa cu moartea admisă pentru omor agravat, castrarea care duce la moarte, rapirea unei minore care duce la moarte, terorism, jaf, trădare, spionaj, genocid, crime împotriva umanității, încercarea sau conspirația de a comite genocid, crime împotriva umanității și anumite crime de război, tortura, trafic de persoane, otrăvire, adăpostirea de criminali, sperjur care a condus la o persoană condamnată la moarte, încercarea de a comite o infracțiune eligibilă pentru moarte și redicare în cazul celor mai grave infracțiuni. |
|               | Nigeria                   | 2016                                  |                  | Nu există date disponibile în acest moment                        | Pedeapsa cu moartea pentru omor, blasfemie, homosexualitate, adulter, trădare, viol, jaf, incest, asistarea la sinuciderea unei persoane legal incapabile să consimtă, sperjur într-un caz capital care determină executarea greșită, terorism, acte teroriste, unele infracțiuni militare, sodomie, răpirea și practicarea credințelor indigene din statele care aplică legea Sharia. Fiecare dintre cele 36 de state are propriile legi. În nordul Țării, Sharia (legea islamică) este folosită. În Statul Imo, un proiect de lege care prevedea pedeapsa capitală pentru răpire a fost semnat în lege. Statele din sudul Nigeriaului au impus din 2004 un moratoriu asupra pedepsei cu moartea. |
|               | Rwanda                    | 1998                                  |                  | 2007                                                              | Deoarece unii dintre autorii genocidului ruandesc s-au refugiat în țări care refuză extrădarea suspecților în țări care folosesc pedeapsa capitală, parlamentul ruandan a votat abolirea pedepsei capitale în 2007. |
|               | São Tomé și Príncipe      | *Niciuna, de la independența din 1975 |                  | 1990                                                              | Abolită din septembrie 1990 prin Constituție. |
|               | Senegal                   | 1967                                  |                  | 2004                                                              | |
|               | Seychelles                | *Niciuna, de la independența din 1976 |                  | 1993                                                              | Eliminată din iunie 1993 prin Constituție. |
|               | Sierra Leone              | 1998                                  |                  | 2021                                                              | Pedeapsa cu moartea pentru trădare, crimă, jaf agravat. În cadrul Curții speciale pentru Sierra Leone, pedeapsa cu moartea nu este o pedeapsă pentru crimele de război. |
|               | Somalia                   | 2019                                  | 13               | Nu există date disponibile în acest moment                        | Spânzurare, Pluton de execuție sau lapidare. Somalia este singurul stat african care execută execuții publice. Legile guvernului federal de tranziție permiteau executarea (în zona limitată a Țării pe care o controla) pentru omor, terorism, trădare, spionaj, unele infracțiuni militare, blasfemie, apostazie și adulter. |
|               | Africa de Sud             | 1989                                  |                  | 1995                                                              | Ultima execuție de către guvernul sud-african a fost la 14 noiembrie 1989. O execuție a avut loc în „patria” necunoscută internațională din Venda în 1991. Pedeapsa capitală a fost declarată neconstituțională de către Curtea Constituțională la 6 iunie 1995 în cazul S / Makwanyane și alții. În 1997, legea de modificare a legii penale a înlăturat în mod oficial dispozițiile invalidate din cartea statutară și a prevăzut resentimentarea prizonierilor anterior condamnați la moarte. La 25 mai 2005, Curtea Constituțională a dispus ca toate pedepsele cu moartea rămase în Țară să fie anulate și prizonierii să fie resentimentați cât mai curând posibil. |
|               | Sudanul de Sud            | 2019                                  | 7+               | Nu există date disponibile în acest moment                        | Pedeapsa cu moartea pentru trădare, insurgență, banditism, sabotaj sau terorism care duce la moarte, sperjur într-un caz capital care duce la executare greșită, omor, tentativă de omor provocând vătămarea unei persoane condamnate la viață pentru un omor anterior, brigandă cu omor și trafic de droguri în circumstanțe agravate. |
|               | Sudan                     | 2018                                  | 4                | Nu există date disponibile în acest moment                        | Prin ștrangulare. Pedeapsă cu moartea pentru sodomie, purtând război împotriva statului, apostazie, prostituție, homosexualitate, trafic de droguri, trădare, sperjur într-un caz capital care provoacă executare greșită, spionaj, acte care pot pune în pericol independența sau unitatea statului, omor, jaf armat, suicidarea unei persoane fizice incapabile să dea consimțământ legal, terorism , violul și incestul comise de un infractor căsătorit. |
|               | Tanzania                  | 1994                                  |                  | Nu există date disponibile în acest moment                        | Pedeapsa cu moartea pentru omor, trădare, infracțiuni militare, mutilare de către ofițeri de închisoare și avort (în regiunea semi-autonomă din Zanzibar). |
|               | Togo                      | 1978                                  |                  | 2009                                                              | |
|               | Tunisia                   | 1991                                  |                  | Nu există date disponibile în acest moment                        | Pedeapsa cu moartea pentru omor, terorism, acte de teroare, violență și agresiune, atacuri împotriva securității externe a statului, răpire și sechestrare ceea ce duce la moarte, trădare, spionaj, viol, incendiu, infracțiuni militare, tentativă a unei infracțiuni eligibile pentru moarte și atac la un judecător de serviciu, cu amenințarea sau folosirea unei arme. La 6 ianuarie 2014, Adunarea Națională Constituantă (NCA) a votat pentru menținerea pedepsei capitale în viitoarea constituție din Tunisia. Voturile au fost cu 135 da, dintr-un total de 174. Din 2015, a fost posibilă acordarea pedepsei cu moartea pentru terorism. |
|               | Uganda                    | 2005                                  |                  | Nu există date disponibile în acest moment                        | Pedeapsa cu moartea pentru crimă, terorism, răpire, viol, tâlhărie dacă infractorul folosește sau amenință să folosească o armă mortală, rezultând în moarte sau care să provoace „vătămare gravă” oricui, trădare și unele infracțiuni militare ș.a.m.d În 2009, Curtea Supremă a confirmat o hotărâre a Curții Constituționale din 2005 care, deși pedeapsa.cu.moartea a fost constitutională, utilizarea ei ca pedeapsă obligatorie pentru anumite infracțiuni nu a fost constatate. |
|               | Zambia                    | 1997                                  |                  | Nu există date disponibile în acest moment                        | Pedeapsa cu moartea pentru crimă, jaf agravat, înaltă trădare. |
|               | Zimbabwe                  | 2005                                  |                  | 2024                                                              | Pedeapsa cu moartea pentru crimă, high trădare, terorism, unele infracțiuni militare, tentativă de omor, instigare sau conspirație pentru comiterea crimei, crime de război și genocid. |

### Americile de Nord și de Sud
Din cele 35 de state independente din America care sunt membre ONU:
- 1 (din care 3%) mențin pedeapsa cu moartea atât în lege cât și în practică.
- 5 (din care 14%) îl rețin pentru infracțiunile săvârșite în circumstanțe excepționale (cum ar fi în timpul războiului).
- 13 (din care 37%) permit utilizarea sa pentru infracțiuni obișnuite, dar nu l-au folosit de cel puțin 10 ani și se consideră că are o politică sau o practică stabilită de a nu efectua executări sau se află într-un moratoriu.
- 16 (din care 46%) au abolit pedeapsa capitală.

Multe țări din Caraibe nu au efectuat nicio execuție de peste 10 ani, dar nu se crede că au o politică de abolire sau o practică stabilită.
În prezent (2019), Statele Unite sunt singurele țări din America care au efectuat execuții. Ultima execuție în altă parte a regiunii a fost la Saint Kitts și Nevis în 2008. Țările din America care au abolit cel mai recent pedeapsa cu moartea sunt Surinamul (2015), Argentina (2009) și Bolivia (2009). Guatemala a abolit pedeapsa cu moartea pentru cazuri civile în 2017.
Execuții in America in 2018: Statele Unite (25).
| Culoare cheie | Țară                          | Anul ultimei execuții                 | Execuții în 2018 | Anul abolirii                                                         | Detalii |  |
| ------------- | ----------------------------- | ------------------------------------- | ---------------- | --------------------------------------------------------------------- | --- |  |
|               | Antigua și Barbuda            | 1991                                  |                  | Nu există date disponibile în acest moment                            | Spânzurare. Pedeapsa cu moartea pentru crimă și trădare. În prezent, nicio persoană nu se află sub pedeapsa cu moartea, deoarece ultima condamnare la moarte din țară a fost comutată în 2016. |  |
|               | Argentina                     | 1956                                  |                  | 2009 (militar) 1984 (civil)                                           | Constituția din 1853 prevede că pedeapsa cu moartea pentru infracțiunile politice, toate tipurile de tortură și flagrantul sunt abolite pentru totdeauna. Și a fost desființată complet de Codul penal din 30 aprilie 1922. - Între 6 septembrie 1930 a fost întreținută prin lege marțială până la 20 februarie 1932. - Între 9 iunie 1956 prin legea marțială care impunea rezumatului de execuții exemplare și desființat la 13 iunie 1956. - Între 2 iunie 1970 și abolită la 27 mai 1973. - Între 25 iunie 1976 și abolită definitiv la 9 august 1984. La data de 26 august 2008, un nou cod de justiție militară a fost promulgată ca pedeapsa cu moartea să fie abolită. Noul Cod a intrat în vigoare la 6 luni mai târziu, la 26 februarie 2009. |  |
|               | Bahamas                       | 2000                                  |                  | Nu există date disponibile în acest moment                            | Spânzurare. Pedeapsa cu moartea pentru trădare, piraterie, crimă. În prezent, nici o persoană nu se află sub pedeapsa cu moartea, deoarece ultima condamnare la moarte din țară a fost comasată în 2016. |  |
|               | Barbados                      | 1984                                  |                  | Nu există date disponibile în acest moment                            | Pedeapsa cu moartea pentru crimă, terorism, participând la o mutinie, trădare și spionaj. |  |
|               | Belize                        | 1985                                  |                  | Nu există date disponibile în acest moment                            | Pedeapsa cu moartea pentru crimă, cu excepția cazului în care se pot dovedi circumstanțe atenuante, omor agravat, crime de război, crime împotriva umanității, genocid, unele infracțiuni militare și trădare. |  |
|               | Bolivia                       | 1974                                  |                  | 2013                                                                  | Abolită pentru infracțiuni obișnuite în 1997. Constată că „pedeapsa cu moartea nu există” (articolul 15). |  |
|               | Brazilia                      | 1876                                  |                  | 1978 Civili Militari Nu există date disponibile în acest moment       | Spânzurare, pluton de execuție. Brazilia a menținut întotdeauna pedeapsa cu moartea în timp de război ca parte a Codului său militar, dar, după ce Brazilia a devenit Republică în 1889, pedeapsa capitală pentru infracțiuni civile sau pentru infracțiuni militare comise în timp de pace a fost desființată de prima Constituție republicană, adoptată în 1891. pedeapsa pentru infracțiunile comise pe timp de pace a fost apoi restabilită în două perioade (din 1938 până în 1946 și din 1969 până în 1978), dar în acele ocazii a fost restrânsă la acte de terorism sau subversiune considerate „război intern”. Un singur civil a fost condamnat la moarte în perioada republicană, în 1969, dar sentința a fost comutată și nu a fost executată. În epoca republicană, toate pedepsele militare de moarte impuse pentru crime comise în timpul războiului (al doilea război mondial a fost ultimul conflict militar internațional al Braziliei) au fost comutate în mod similar și nu au fost executate. Constituția actuală a Braziliei (1988) interzice în mod expres utilizarea pedepsei capitale, cu excepția infracțiunilor militare comise în timpul unui război declarat în mod corespunzător de către Congres. Ultima persoană care a suferit pedeapsa cu moartea în Brazilia a fost executată în 1876, în perioada Imperială. După 1876, împăratul Pedro al II-lea a adoptat în practică o politică aboliționistă prin prerogativa sa de milostenie în calitate de șef de stat, prin faptul că toate instanțele de moarte vor fi înaintate de instanțele judecătorești imperiale pentru examinarea comutării (chiar și fără o cerere de grațiere sau comutare de la persoana condamnată) și prin acordarea de comutații pentru toate sentințele de moarte care au fost pronunțate. Pentru mai multe informații, consultați Pedeapsa capitală în Brazilia. |  |
|               | Canada                        | 1962 (chestiuni militare; c.1945)     |                  | 1998                                                                  | Abolită in 1976 for cime ordinale, abolită în 1998 for military infracțiuni (utilizată ultima dată în 1945). |  |
|               | Chile                         | 1985                                  |                  | 2001 Civili Militari Nu există date disponibile in acest moment.      | Împușcare. Pedeapsa cu moartea pentru crimele de război și crimele împortiva umanității în timp de război. A fost eliminat din justiția civilă în 2001. |  |
|               | Columbia                      | 1909                                  |                  | 1910                                                                  | Abolită în 1910 de reforma constituțională. Interzisă definitiv de Constituția columbiană din 1991: ”Dreptul la viață este inviolabil. Nu va mai exista nici o pedeapsă cu moartea.” |  |
|               | Costa Rica                    | 1859                                  |                  | 1877                                                                  | Abolită din 1877 prin Constituție. |  |
|               | Cuba                          | 2003                                  |                  | Nu există date disponibile în acest moment                            | Pluton de execuție. Pedeapsa cu moartea pentru crimă, tentativă de omor, deturnare, acte de terorism, trădare și spionaj, infracțiuni politice, violuri ale copiilor, molestarea unui copil sub 12 ani cu factori agravatori, violarea unui adult cu factori agravatori, violarea unui adult care are ca rezultat moartea, boala sau vătămare corporală gravă, jaf cu factori agravatori, infracțiuni de droguri, producția de pornografie infantilă, traficul de copii, prostituția copiilor, corupția copiilor, pirateria, care lucrează ca mercenar, apartheid, genocid, pedofilie. Aboliția de facto, ca ultima execuție, a avut loc la 11 aprilie 2003. Ultimele pedepse cu moartea au fost comutate în 2010. |  |
|               | Dominica                      | 1986                                  |                  | Nu există date disponibile în acest moment                            | Execuții prin spânzurare. Pedeapsa cu moartea pentru crimă agravată și trădare. |  |
|               | Republica Dominicană          | 1966                                  |                  | 1966                                                                  | Abolită în 1966 prin Constituție |  |
|               | Ecuador                       | 1884                                  |                  | 1906                                                                  | Abolită în 1906 prin Constituție |  |
|               | El Salvador                   | 1973                                  |                  | 1983 Civili Militari Nu există date disponibile in acest moment       | Poate fi impusă numai în cazurile prevăzute de legile militare în timpul unei stări de război internațional. A fost suspendată pentru alte crime în 1983. |  |
|               | Grenada                       | 1978                                  |                  | Nu există date disponibile în acest moment                            | |  |
|               | Guatemala                     | 2000                                  |                  | 2017 Civili Militari Nu există date disponibile in acest moment       | Prin injecție letală. Până în 2017, Pedeapsa cu moartea pentru crimă, spionaj, trădare, pentru trafic de droguri, răpire, tortură și terorism a fost desființată pentru cazuri civile în 2017. |  |
|               | Guyana                        | 1997                                  |                  | Nu există date disponibile în acest moment                            | Pedeapsă cu moartea aplicată pentru acte teroriste omor, trădare și jaf armat, piraterie, trafic de droguri și infracțiuni de terorism soldate cu moartea. În timp ce constituționalul prevede că pedeapsa cu moartea nu este o pedeapsă obligatorie, multe dispoziții din codul penal sugerează că pedeapsa cu moartea poate fi obligatorie pentru aceste infracțiuni, întrucât nu există nicio alternativă la o astfel de condamnare la moarte. |  |
|               | Haiti                         | 1972                                  |                  | 1987                                                                  | Abolită în 1987 prin Constituție |  |
|               | Honduras                      | 1940                                  |                  | 1956                                                                  | Abolită în 1956 prin Constituție |  |
|               | Jamaica                       | 1988                                  |                  | Nu există date disponibile în acest moment                            | Pedeapsa cu moartea pentru crimă. |  |
|               | Mexic                         | 1957 Civile 1961 Militare             |                  | 1976                                                                  | Abolită pentru toate crimele in 2005. |  |
|               | Nicaragua                     | 1930                                  |                  | 1979                                                                  | Abolită în 1979prin Constituție |  |
|               | Panama                        | *Niciuna, de la independența din 1903 |                  | 1903                                                                  | Abolită în 1903prin Constituție |  |
|               | Paraguay                      | 1928                                  |                  | 1992                                                                  | Abolită în 1992 prin Constituție |  |
|               | Peru                          | 1979                                  |                  | 1979 (Civilian) Nu există date disponibile în acest moment (Military) | Pluton de execuție. Pedeapsă cu moartea aplicată pentru trădare, terorism, espionage, genocide, mutiny, desertion in times of war. A fost suspendată în 1979 pentru alte crime. |  |
|               | Sfântul Cristofor și Nevis    | 2008                                  |                  | Nu există date disponibile în acest moment                            | Spânzurare.Pedeapsa cu moartea pentru crimă și trădare |  |
|               | Sfânta Lucia                  | 1995                                  |                  | Nu există date disponibile în acest moment                            | Spânzurare. Pedeapsa cu moartea pentru crimă, trădare |  |
|               | Sfântul Vicențiu și Grenadine | 1995                                  |                  | Nu există date disponibile în acest moment                            | Pedeapsa cu moartea pentru crimă, trădare |  |
|               | Surinam                       | 1982                                  |                  | 2015                                                                  | Abolită din 2015. |  |
|               | Trinidad și Tobago            | 1999                                  |                  | Nu există date disponibile în acest moment                            | Pedeapsă cu moartea pentru omor, trădare |  |
|               | Statele Unite                 | 2019                                  | 25               | Nu există date disponibile în acest moment                            | Metodele variază în funcție de politica de stat, federală și militară, dar includ injecția letală, spânzurare, pluton de execuție, scaunul electric și camera de gaz. Legea federală prevede pedeapsa cu moartea pentru numeroase infracțiuni legate de omucideri, spionaj, trădare, terorism, omor, jaf și trafic de droguri.29 din cele 50 de state au în prezent pedeapsa cu moartea, deși unele sunt sub moratorie sau nu au efectuat execuții în decenii. Dintre teritoriile nestatale, Samoa Americană mai are pedeapsa capitală ca statut local, iar ceilalți au desființat-o. Curtea Supremă de Justiție a Statelor Unite ale Americii a limitat aspru crimele pentru care pedeapsa cu moartea poate fi pedepsită. De asemenea, a eliminat pedeapsa cu moartea pentru infracțiunile comise de o persoană cu vârsta sub 18 ani. Sentințele de moarte pot fi pronunțate de un juriu sau de un judecător (în urma unui proces de judecată sau a unui motiv de vinovăție) . |  |
|               | Uruguay                       | 1902                                  |                  | 1907                                                                  | Abolită prin „Legea nr. 3238” din 23 septembrie 1907 și prin Constituția din 1918. |  |
|               | Venezuela                     | *Niciuna, de la independența din 1830 |                  | 1863                                                                  | abolită din 1863 prin Constituție. |  |

### Asia
Dintre cele 43 de țări independente din Asia, membre membre ale ONU sau state observatoare:
- 26 (din care 60%) mențin pedeapsa cu moartea atât în lege cât și în practică.
- 6 (din care 14%) permit utilizarea sa pentru infracțiuni obișnuite, dar nu l-au folosit de cel puțin 10 ani și se crede că are o politică sau o practică stabilită de a nu efectua execuții sau se află într-un moratoriu.
- 1 (din care 3%) îl mențin pentru infracțiunile săvârșite în circumstanțe excepționale (cum ar fi în timpul războiului).
- 10 (din care 23%) au desființat-o.

Informațiile de mai sus sunt corecte la momentul 2017, când Mongolia a abolit pedeapsa cu moartea și nu include Taiwanul, care nu este în prezent membru al ONU, Taiwanul practică pedeapsa cu moartea de către împușcare și a efectuat o execuție în 2016 și una în 2018. Mai jos sunt enumerate Hong Kong și Macau (au desființat pedeapsa cu moartea), dar nu sunt incluse în cifrele de mai sus, deoarece nu au Calitatea de membru al ONU se separă de China.
În 2018, Asia a avut cei mai buni practicieni din lume la pedeapsa capitală - China, Iran, Arabia Saudită și Vietnam. Cele mai recente țări pentru abolirea pedepsei capitale în Asia sunt Timor-Leste (2002), Bhutan (2004), Filipine (2006), Kirghizstan (2007), Uzbekistan (2008) și Mongolia (2017).
Execuții în 2018: Afganistan (3), China (număr necunoscut), Iran (285+), Irak (43+), Japonia (15), Coreea de Nord (2+), Pakistan (14+), Arabia Saudită (150+), Singapore (13), Siria (număr necunoscut), Taiwan (1), Thailanda (1), Vietnam (85), Yemen (5+)
Note: The tables can be sorted alphabetically or chronologically using the  icon.
| Culoare cheie | Țară                  | Anul ultimei execuții                                             | Execuții în 2018 | Anul abolirii                                                                                      | Detalii |
| ------------- | --------------------- | ----------------------------------------------------------------- | ---------------- | -------------------------------------------------------------------------------------------------- | --- |
|               | Afganistan            | 2018                                                              | 3                | Nu există date disponibile în acest moment                                                         | Spânzurare, împușcare. Legile actuale permit pedeapsa capitală pentru omor agravat, omor, incendiu, moarte neintenționată la un copil, infracțiuni legate de terorism, trădare, spionaj, adulter (inclusiv sex înainte de căsătorie), sex homosexual consensual, apostazie și acordarea de martori mincinoși. Categoriile de persoane scuzate de pedeapsa capitală sunt adolescenții sub 18 ani în momentul crimei și femeile gravide. |
|               | Bahrain               | 2019                                                              |                  | Nu există date disponibile în acest moment                                                         | Spânzurare și Pluton de execuție sunt folosite. Pedeapsa cu moartea pentru omor premeditat, crimă agravată, viol, agresiune sexuală sau viol statutar, răpire, viol asupra unui copil, incendiu, agresiune, obstrucționarea deliberată sau de profanare a înmormântărilor sau serviciilor memoriale, anumite infracțiuni împotriva proprietății, transport sau agricultură în circumstanțe agravante, terorism, complot pentru răsturnarea regimului, colaborarea cu un aliat sau țară ostilă străină, amenințând viața emirului, sfidarea ordinelor militare în timp de război sau legea marțială, sperjur provocând executare greșită, trădare, trafic de droguri și spionaj. |
|               | Bangladesh            | 2019                                                              |                  | Nu există date disponibile în acest moment                                                         | Spânzurare. Pedeapsa cu moartea pentru crimă, drug offences, sodomie, răpirea și traficul de copii în scopuri imorale sau ilegale, trafic de persoane, răpirea unei persoane (în special copii sau femei) pentru a-l obliga să se angajeze în prostituție și să o expună la exploatare sexuală / sclavie, terorism, viol, jaf armat, sediție, sabotaj, avioane de deturnare, infracțiuni militare, cum ar fi mutilarea, lașitatea sau dezertarea, tentativa de omor de zestre, prăbușirea sau conspirația pentru comiterea infracțiunilor de capital, sperjur provocând executare greșită, spionaj, trădare și crime de război. |
|               | Bhutan                | 1974                                                              |                  | 2004                                                                                               | Desființată începând cu 2004. |
|               | Brunei                | *Niciuna, după independența din 1984                              |                  | Nu există date disponibile în acest moment                                                         | Spânzurarea este perimisă și folosită. Ultima execuție când un protectorat al Marii Britanii a fost în 1957. Pedeapsa cu moartea se aplică pentru crimă, deținere ilegală de arme de foc și explozibili, deținere de heroină sau morfină mai mare de 15 grame, cocaină de peste 30 de grame, canabis de peste 500 de grame, syabu sau metamfetamina de peste 50 de grame sau opiu mai mare de 1,2 kg, terorism, săvârșirea sinuciderii unei persoane incapabile să dea consimțământul legal, arson, răpirea, obținerea unei mutinări efectuate, trădare și sperjur care rezultă în condamnarea unui inculpat nevinovat pentru o infracțiune capitală. Un nou cod penal a fost introdus în aprilie 2014 și a introdus pedeapsa cu moartea pentru fapte de sex masculin în cazul în care una dintre părți este musulmană (prin lapidare), viol, adulter, apostazie, sodomie, relații sexuale extramatrimoniale pentru musulmani, insultând orice vers din Coran și Hadith, blasfemia și declarându-se un profet sau non-musulman. |
|               | Cambodgia             | 1989                                                              |                  | 1989                                                                                               | Eliminată în 1989 prin Constituție. |
|               | China                 | 2019                                                              | necunoscut       | Nu există date disponibile în acest moment                                                         | Împușcare sau Pluton de execuție, injecție letală. China realizează mult mai multe execuții decât toată restul lumii combinate și este singura Țară din lume care execută în mod obișnuit mii de oameni în fiecare an. La 25 februarie 2011, legea penală recent revizuită a Chinei a redus numărul de crime pedepsite cu moartea cu 13, de la 68 la 55 de ani. Legile permit pedeapsa capitală pentru delapidare, viol (în special a copiilor), fraudă, bombardament, inundații, revolte, separatism, rebeliune armată, colaboraționism, disidență politică, subversiune, răspândire de otrăvuri / substanțe periculoase, trafic de persoane, forțarea unei persoane să se angajeze în prostituție (în special copiii, adesea după răpire sau viol), piraterie, furt, trafic de droguri, corupție, incendiu, agresiune agravată, deturnarea aeronavelor care are ca rezultat moartea, producerea sau vânzarea de alimente îmbrăcate sau medicamente false care duce la deces sau vătămări medicale grave, participând la un revolta în închisoare sau prizonieră, omor, crimă agravată, furt, răpire, tâlhărie, jaf armat, spionaj, trădare, braconaj, infracțiuni militare (precum insubordinare, lașitate), sabotaj electricitate, gaz, combustibil, petrol, arme și multe altele. Nici secțiunile superioare ale societății chineze nu sunt scutite de pedeapsa cu moartea, întrucât miliardarul Liu Han a fost executat la 9 februarie 2015. |
|               | Hong Kong             | 1966                                                              |                  | 1993                                                                                               | A fost folosită ultima dată în 1966 și desființat în 1993 de guvernul colonial britanic de atunci. |
|               | India                 | 2015                                                              |                  | Nu există date disponibile în acest moment                                                         | Spânzurare, împușcare ce pot fi folosite în sistemul de curte-marțial militar.Pedeapsa cu moartea pentru crimă,instigarea la sinucidere, trădare, terorism a unei minore sau a unui bolnav mintal, o a doua condamnare pentru trafic de droguri, deturnarea aeronavelor, jaf agravat, spionaj, răpire, fiind parte la o conspirație penală pentru comiterea unei infracțiuni capitale, tentativă de omor de către cei condamnați la viață închisoare dacă tentativa are ca urmare vătămarea victimei, sperjur provocând executare greșită, viol agravat / viol de bandă, contrabandă cu droguri în circumstanțe agravate, plictisitoare și multe altele. Infracțiunile militare pot fi pedepsite cu o acțiune prin Pluton de execuție. |
|               | Indonezia             | 2016                                                              |                  | Nu există date disponibile în acest moment                                                         | Pluton de execuție.Pedeapsa cu moartea pentru crimă, înaltă trădare, spionaj, unele acte de corupție care dăunează economiei naționale sau finanțelor, furt-ului agravat de bande, extorcarea cu forța sau amenințarea cu forța, terorismul, unele infracțiuni militare, genocid, crimă împortiva umanitate, pirateria care duce la moarte, trafic de droguri și se dezvoltă, producând, obținerea, transferul sau utilizarea armelor chimice. Cele 8 persoane, inclusiv resortisanți de peste mări, executate la 29 aprilie 2015. |
|               | Iran                  | 2019                                                              | 253+             | Nu există date disponibile în acest moment                                                         | Spânzurare, împușcare sau lapidare. Iranul execută execuții publice. Iranul este pe locul doi doar în China în ceea ce privește numărul de execuții pe care le execută, apoi executând sute în fiecare an. Legile actuale permit Pedeapsa cu moartea pentru crimă, jaf armat, trafic de droguri, răpire, viol, viol, furt, molestare a copiilor, pedofilie, sodomie, homosexualitate, relații incestuoase, curvie, relații sexuale interzise, abateri sexuale, prostituție și multe altele. |
|               | Irak                  | 2018                                                              | 52+              | Nu există date disponibile în acest moment                                                         | Spânzurare.Pedeapsa cu moartea pentru crimă, endangering national security, distributing drugs, rape, incest, apostasy, espionage, trădare, deteriorarea sau sabotarea structurilor publice, crime de război, crimă împortiva umanități, genocid, finanțare și executarea terorismului. A fost suspendată în iunie 2003 după invazia din 2003, reintrodusă în august 2004. Un număr de 447 de persoane au fost executate între atunci și sfârșitul lunii martie 2013, doar 129 în 2012. |
|               | Israel                | 1962                                                              |                  | - 1954 (pentru cazuri civile) - Nu există date disponibile în acest moment pentru cazuri militare. | Spânzurare, Pluton de execuție. pedeapsa.cu.moartea for crime împortiva umanității, înaltă trădare, genocide, genocid și crime împotriva poporului evreu în timpul războiului. Doar două execuții de la independență în 1948: acuzat trădătorul Meir Tobiansky (achitat postum) și arhitectul Holocaustului Adolf Eichmann (ultima execuție în 1962). Măsura a fost suspendată pentru alte infracțiuni de criminalitate în 1954. |
|               | Japonia               | 2019                                                              | 15               | Nu există date disponibile în acest moment                                                         | Spânzurare. Pedeapsa cu moartea pentru crimă, trădare și crime împotriva statului. De obicei, judecătorii impun pedeapsa.cu.moartea în caz de omucideri multiple, pedeapsa cu moartea pentru un singur omor este extraordinară. Între 1946 și 2003, 766 de persoane au fost condamnate la moarte, dintre care 608 au fost executate. Timp de 40 de luni, din 1989 până în 1993, miniștrii succesivi ai justiției au refuzat să autorizeze executările, ceea ce a constituit un moratoriu informal. |
|               | Iordania              | 2017                                                              |                  | Nu există date disponibile în acest moment                                                         | Spânzurare, împușcare. Pedeapsa cu moartea se aplică pentru unele cazuri de terorism, omor, crimă agravată, viol, jaf agravat, trafic de droguri, deținere și utilizare ilegală de arme, crime de război, spionaj și trădare. Executările au fost reluate în 2014 după un hiatus. |
|               | Kazahstan             | 2003                                                              |                  | 2021                                                                                               | Actualmente, pedeapsa capitală, se aplică pentru terorism și crime în timpul războiului. Moratoriul este aplicat din 17 decembrie 2003. S-a abolit la 30 iulie 2009 pentru alte infracțiuni. La 28 martie 2011, Comisia prezidențială pentru drepturile omului din Astana a cerut guvernului să aboleze pedeapsa capitală. În prezent, o singură persoană, ucigașul în masă Ruslan Kulikbayev, se află pe raza morții în Kazahstan. |
|               | Coreea de Nord        | 2019                                                              | 2+               | Nu există date disponibile în acest moment                                                         | Sunt utilizate diferite metode, inclusiv Pluton de execuție, spânzurare sau decapitare. Coreea de Nord efectuează în principal privat, dar execută și unele execuții publice. Legile actuale permit pedeapsa cu moartea pentru infracțiuni de droguri, comploturi împotriva suveranității naționale, circulând informații „dăunătoare”, disidență politică, terorism, spionaj, trădare împotriva Patriei Mamă sau împotriva oamenilor, omor, vizionare de site-uri web din Coreea de Sud și străine, medii sau filme, ascultare de emisiuni radio sud-coreene și străine, răpire, viol, asalt, jaf armat, încălcarea vamelor din Juche, trafic de persoane, trecerea ilegală a frontierei , comiterea de masacre, tâlhărie bancară, întoarcerea acasă din țări străine după ce a devenit un apărător și prostituția. Au fost cel puțin 64 de condamnări la moarte în 2016, iar în 2017 5 oficiali de la nivel de ministru din Coreea de Nord au fost executați cu arme antiaeriene, nu se știe dacă acești oficiali au fost executați din cauza unei sentințe judiciare sau a unui ordin direct al Kim Jong Un. Nu se pot cunoaște numere oficiale din cauza secretului care înconjoară subiectul pedepsei capitale în stat. |
|               | Coreea de Sud         | 1997                                                              |                  | Nu există date disponibile în acest moment                                                         | Spânzurare and Pluton de execuție. Pedeapsa cu moartea se aplică pentru crimă, crimă agravată, incendiu care a dus la moarte, piraterie, terorism, răpire care a dus la moarte, violul care a dus la moarte, rebeliune, trafic de droguri, conspirație cu țări străine, jaf-omucidere, jaf recidivist violent, trădare. A existat un moratoriu neoficial asupra execuțiilor de când președintele Kim Dae-jung a preluat funcția în februarie 1998. |
|               | Kuweit                | 2017                                                              |                  | Nu există date disponibile în acest moment                                                         | Spânzurare. Pedeapsa cu moartea pentru apostazie, trafic de droguri, viol, crimă, omor agravat, răpire, piraterie, tortură, trafic de persoane, terorism, anumite infracțiuni militare, crime de securitate națională, spionaj, trădare și sperjur care provoacă executarea unei persoane nevinovate. |
|               | Kârgâzstan            | *Niciuna, de la independența din 1991                             |                  | 2007                                                                                               | Autoritățile kirgise au prelungit un moratoriu asupra execuțiilor în fiecare an din 1998. A foat eliminată prin Constituție în 2007. |
|               | Laos                  | 1989                                                              |                  | Nu există date disponibile în acest moment                                                         | Pedeapsa cu moartea se aplică pentru crimă, luarea de ostatici, răpirea, săvârșirea unor acte de tâlhărie împotriva statului sau împotriva „bunurilor colective”, obstrucționarea unui ofițer în îndeplinirea îndatoririlor sale publice și provocarea morții sale sau provocarea acestuia cu handicap fizic, trafic de femei sau de copii care duce la moarte, pe viață incapacitate sau infecție cu victima HIV/SIDA, terorism, trafic de droguri, perturbarea industriei, comerțului, agriculturii sau a altor activități economice cu intenția de a submina economia națională, deținerea drogurilor, trădare și spionaj. |
|               | Liban                 | 2004                                                              |                  | Nu există date disponibile în acest moment                                                         | Spânzurare, Pluton de execuție. Pedeapsa cu moartea se aplică pentru crimă, omor agravat, viol, pedofilie, terorism, tâlhărie de bandă sau atac de bandă, incendiu împotriva anumitor tipuri de structuri sau sabotaj de comunicații, transport sau instalații industriale care provoacă moarte, agresiune agravată, asalt de bandă care implică tortură, infracțiuni eligibile pentru viață cu recidivă , importul deșeurilor nucleare / toxice, râuri poluante sau căi navigabile cu substanțe nocive, unele infracțiuni militare (cum ar fi dezertare), spionaj și trădare |
|               | Macao                 | 19th century                                                      |                  | 1976                                                                                               | A fost utilizată ultima dată în secolul 19 și abolită în 1976, când Portugalia a abolit pedeapsa cu moartea pe toate teritoriile sale. |
|               | Malaysia              | 2017                                                              |                  | Nu există date disponibile în acest moment                                                         | Spânzurare. Pedeapsa cu moartea se aplică pentru trafic de droguri periculoase, deversarea unei arme de foc în comiterea unei infracțiuni programate, complici în cazul descărcării de arme de foc, infracțiuni împotriva persoanei Yang di-Pertuan Agong, omor, răpire, efracție, jaf, terorism și trădare. Discreționar pentru traficul de arme, provocarea mutinării, sperjurul care provoacă executarea greșită, consortarea cu o persoană care poartă sau are posesia armelor sau a explozibililor, purtând sau încearcă să ducă război sau împiedicând războiul împotriva Yang di-Pertuan Agong, un conducător sau Yang di-Pertua Negeri Deși un plan de abolire a pedepsei cu moartea a fost revocat la 13 martie 2019, a eliminat pedeapsa capitală obligatorie și rămâne un moratoriu asupra execuțiilor. |
|               | Maldive               | *Niciuna, de la independența din 1965 (1953, before independence) |                  | Nu există date disponibile în acest moment                                                         | Ultima execuție a avut loc când o colonie din Marea Britanie a fost în 1952. Pedeapsa cu moartea pentru omor, terorism, trădare, adulter și apostazie. Moratoriul de 60 de ani a fost ridicat în 2014. |
|               | Mongolia              | 2008                                                              |                  | 2017                                                                                               | Președintele Tsakhiagiin Elbegdorj a emisun moratoriu în 2010, comutând sistematic toate pedepsele cu moartea. Pedeapsa cu moartea a fost abolită oficial la 1 iulie 2017. |
|               | Myanmar               | 2016                                                              |                  | Nu există date disponibile în acest moment                                                         | Pedeapsa cu moartea se aplică for omor, terorism, participarea la o tâlhărie de bandă dacă unul dintre tâlhari comite omorul, făcând o mutilă de succes, asalt de către o persoană sub o condamnare pe viață care a provocat vătămare, asalt cu intenția de a ucide care a provocat doar vătămare, sperjur provocând executare greșită, înaltă trădare și trafic de droguri. |
|               | Nepal                 | 1979                                                              |                  | 1997                                                                                               | Abolită în 1997prin Constituție |
|               | Oman                  | 2015                                                              |                  | Nu există date disponibile în acest moment                                                         | Pedeapsa cu moartea pentru omor, trafic de droguri, incendiu, piraterie, terorism, răpire, primirea infracțiunilor agravate pedepsite cu închisoare pe viață, conducând un grup armat care se implică în răspândirea tulburării (cum ar fi prin sabotaj, prindere sau ucidere), spionaj, trădare și sperjur. |
|               | Pakistan              | 2019                                                              | 14+              | Nu există date disponibile în acest moment                                                         | Spânzurare. Pedeapsa cu moartea pentru crimă, crimă agravată, contrabandă cu droguri, terorism, trafic de arme, jaf armat soldat cu moartea, anumite infracțiuni militare (de exemplu, lașitate, asistarea inamicului, comiterea unui mutiniu de succes), răpire, viol, viol de bandă, sperjur într-un caz capital care duce la executarea unui persoană nevinovată, deturnarea, sabotarea sistemului feroviar, dezbrăcarea hainelor unei femei, o infracțiune programată care poate crea teroare sau perturba armonia sectară, acționează pentru lovirea terorii sau crearea unui sentiment de teamă și nesiguranță, care duce la moarte, adunare ilegală, trădare, spionaj, adulter, homosexualitate și blasfemie. |
|               | Palestina             | 2017                                                              | 6                | Nu există date disponibile în acest moment                                                         | Hamas performează execuțiile publice. Într-adevăr, disidenții politici suspectați, cum ar fi colaboratorii acuzați din Israel, sunt adesea executați, adesea în stradă sau în piețele publice în fața mulțimii mari, pentru a servi drept avertismente pentru oameni și, uneori, fără proces. Pedeapsa cu moartea se aplică pentru omor agravat, crimă, terorism, trădare, spionaj, infracțiuni militare și unele infracțiuni care duc la moarte precum vandalism, încălcări medicale, infracțiune, neascultare, violență sau sediție. Statul Palestinei a ratificat cel de-al doilea protocol opțional la Pactul internațional privind drepturile civile și politice. |
|               | Filipine              | 2000                                                              |                  | 2006                                                                                               | Abrogată în 1987, în conformitate cu prezenta Constituție, reintrodusă în 1993, reluată la 24 iunie 2006, în temeiul Legii Republicii nr. 9346. Camera Reprezentanților a votat restabilirea pedepsei cu moartea pentru infracțiunile de droguri în martie 2017, însă legea este încă în curs de aprobare a Senatului și a președinției. |
|               | Qatar                 | 2003                                                              |                  | Nu există date disponibile în acest moment                                                         | Pedeapsa cu moartea pentru spionaj, amenințare la securitatea națională, apostazie(nu s-au înregistrat până acum), homosexualitate, blasfemie, omor, crimă agravată, jaf violent, incendiu, tortură, răpire, terorism, viol, trafic de droguri, extorsiune prin amenințarea cu acuzația de infracțiune de onoare, sperjur și trădare. |
|               | Arabia Saudită        | 2019                                                              | 149+             | Nu există date disponibile în acest moment                                                         | Decapitare, spânzurare, lapidare. Arabia Saudită efectuează execuții publice. Legile islamice actuale permit utilizarea pedepsei capitale pentru multe infracțiuni violente și non-violente, care include furtul agravat, trădare, spionaj, precum și homosexualitate, adulter, omor, blasfemie, apostazie, trafic de droguri, viol, jaf armat, unele infracțiuni militare, vrăjitorie, conduită sexuală și terorism. Metoda cea mai des folosită este decapitarea cu o scimitară, deși uneori se folosește Plutonul de execuție. Organele pot fi expuse de față cu public. |
|               | Singapore             | 2019                                                              | 13               | Nu există date disponibile în acest moment                                                         | Spânzurare. Pedeapsa cu moartea pentru terorism, omor, trădare, sperjur, răpire, anumite infracțiuni cu armă de foc, tâlhărie cu bandă care duce la moarte, genocid, trafic de arme, piraterie, tentativă de omor de un condamnat în condițiile unei condamnări pe viață, trafic de droguri în peste 15 grame de heroină sau morfină, 30 de grame de cocaină sau 500 de grame de canabis și unele infracțiuni militare. |
|               | Sri Lanka             | 1976                                                              |                  | Nu există date disponibile în acest moment                                                         | Pedeapsa cu moartea for omor, trădare, sperjur determinând executarea unei persoane nevinovate, viol, furt, jaf armat, trafic de droguri, răpire cu folosirea unei arme, extorsiune comisă cu folosirea unei arme, infracțiuni de trafic de persoane comise cu utilizarea unei arme, tentative de omor cu utilizarea de un pistol, care produce vătămări cu utilizarea unei arme, atac asupra unui funcționar public cu utilizarea unei arme și a unor infracțiuni militare. Moratoriu în vigoare din 1976. |
|               | Siria                 | 2018                                                              | unknown number   | Nu există date disponibile în acest moment                                                         | Spânzurare este utilizat pentru execuții normale, iar pentru personalul militar, se utilizează împușcare. Siria efectuează execuții publice. Legile actuale permit pedeapsa cu moartea pentru trădare, spionaj, omor, incendiu care are ca urmare moartea, încercarea unei infracțiuni eligibile pentru moarte, recidiva pentru o infracțiune pedepsită cu muncă forțată pe viață, terorism, acte politice și infracțiuni militare, cum ar fi purtarea de arme împotriva Siriei în rândurile inamicului, insubordinația, rebeliunea, dezertarea forțelor armate față de inamic și actele de incitare în temeiul legii marțiale sau în timp de război, jaf violent, supunând unei persoane torturii sau tratamentului barbar în timpul comiterii de tâlhărie de viol, viol. Anumite infracțiuni sunt considerate ca fiind cele care merită o pedeapsă automată cu condamnarea la moarte, acestea sunt: apartenența la Frăția Musulmană, aderarea la Statul Islamic, traficul de droguri, disidența politică și falsificarea probelor materiale care au condus la o terță parte condamnată pentru un drog. infracțiune și condamnat la moarte. Persoanele scuzate din rândul morții sunt femei cu copii mici, femei însărcinate, bolnavi mintali, persoane cu dizabilități intelectuale și adolescenți care au comis crima sub vârsta de 18 ani la acea vreme. Încă de la începutul războiului civil, nu se poate ști cu claritate câte persoane au fost puse pe pământ. La momentul 2014, Siria a avut o rată de execuție pe cap de locuitor de 1 pentru fiecare 3.000.000 de persoane. |
|               | Taiwan                | 2018                                                              | 1                | Nu există date disponibile în acest moment                                                         | Armă de împușcat către inimă la distanță apropiată cu o singură armă. Injecția letală este, de asemenea, o formă legală de execuție, deși nu sunt cunoscute cazuri de utilizare a acesteia. Persoana condamnată se află pe o saltea unde medicul marchează unde se află inima, călăul trage în locul marcat pe spatele condamnatului. Condamnații sunt sedați înainte de executare. Dacă persoana condamnată decide să fie donator de organe, atunci împușcarea este îndreptată spre partea din spate a capului la tulpina creierului. Crimele pedepsite cu moartea sunt: omor agravat, omor, alte infracțiuni care duc la moarte, trafic de droguri, deținere de droguri, trădare, infracțiuni militare, crime de război, crimă împortiva umane și genocid. |
|               | Tadjikistan           | 2004                                                              |                  | Nu există date disponibile în acest moment                                                         | Pluton de execuție.Pedeapsa cu moartea pentru crimă cu circumstanțe grave, viol cu circumstanțe grave, terorism, biocid, genocid. Moratoriu introdus la 30 aprilie 2004 de președintele Emomalii Rahmon, ceea ce înseamnă că în loc de pedeapsa capitală, individul va primi o viață în închisoare. Persoanele excluse din rândul morții sunt: persoanele în vârstă, femeile, femeile însărcinate, persoanele cu dizabilități intelectuale, bolnavii mintali și adolescenții cu vârsta sub 18 ani la momentul crimei. Multe grupuri de interese din interiorul statului încearcă să elimine cu totul pedeapsa cu moartea din cărțile legii, pentru că cred într-un viitor luminos pentru stat. |
|               | Thailanda             | 2018                                                              | 1                | Nu există date disponibile în acest moment                                                         | pedeapsa.cu.moartea pentru 35 de infracțiuni, inclusiv regicid, sediție sau rebeliune, infracțiuni comise împotriva securității externe a Thailandei, omor sau tentativă de omor al unui șef de stat străin sau a unui membru al familiei regale, luare de mită, înalt trădare, spionaj, terorism, incendiu, viol, crimă, crimă agravată, trafic de droguri, răpire, tâlhărie care duce la moarte, anumite infracțiuni militare, utilizarea ilegală de arme de foc sau explozivi. Consultsți o listă completă aici (PDF) |
|               | Timorul de Est        | *Niciuna, de la independența din 2002                             |                  | 2002                                                                                               | Pedeapsa cu moartea a fost suspendată în urma administrației ONU în 1999, când încă era o provincie a Indoneziei. A fost eliminată prin Constituția din 2002. |
|               | Turkmenistan          | 1997                                                              |                  | 1999                                                                                               | Abolită în 1999 prin Constituție |
|               | Emiratele Arabe Unite | 2017                                                              |                  | Nu există date disponibile în acest moment                                                         | Pluton de execuție, lapidare, Spânzurare.Pedeapsa cu moartea pentru crimă, omor agravat, infracțiuni de droguri, incitarea cu succes a sinuciderii unei persoane „afectate de lipsa totală de liber arbitru sau rațiune”, incendiu care are ca rezultat moartea, răpirea care duce la moarte, acte de agresiune indecentă care duc la moarte, importul de substanțe nucleare / deșeuri în mediul statului, care zboară în mod neautorizat cu vehicule fără pilot (drone), viol, trădare, adulter, apostazie, blasfemie, spionaj și sperjur |
|               | Uzbekistan            | 2005                                                              |                  | 2008                                                                                               | Islam Karimov a semnat un decret la 1 august 2005 care înlocuia pedeapsa cu moartea cu închisoare pe viață la 1 ianuarie 2008 |
|               | Vietnam               | 2018                                                              | 85               | Nu există date disponibile în acest moment                                                         | Prin injecție letală. Pedeapsa cu moartea se aplică pentru trădare, luarea de măsuri pentru răsturnarea guvernului, spionajului, rebeliunii, banditismului, terorismului, sabotajului, deturnării, distrugerii proiectelor de securitate națională, subminării păcii, crimelor de război, crimelor împortiva umane, fabricarea, ascunderea și traficul de substanțe narcotice, anumite infracțiuni militare, fabricarea sau tranzacționarea mărfurilor false, cum ar fi alimente sau medicamente, provocând consecințe grave, omor, viol, jaf, delapidare, fraudă și primirea de mită peste o anumită sumă sau care pot provoca consecințe |
|               | Yemen                 | 2019                                                              | 5+               | Nu există date disponibile în acest moment                                                         | Împușcare, lapidare. Yemen performs public executions. Current laws allow thePedeapsa cu moartea pentru crimă, adulterie, homosexualitate, apostasy blasfemie, trafic de droguri, sperjur care provoacă execuție greșită, răpire, viol, abateri sexuale, jaf violent, banditism, terorism, distrugerea bunurilor care duce la moarte, prostituție, anumite infracțiuni militare, spionaj și trădare. |

### Europa
Din cele 49 de state independente din Europa care sunt membre ale ONU sau au statut de Observator al ONU:
- 1 (din care 2%), Belarus, menține pedeapsa cu moartea.
- 1 (din care 2%), Rusia, menține pedeapsa cu moartea, dar are un moratoriu.
- 47 (din care 96%) au eliminat-o complet.

Eliminarea pedepsei cu moartea este o condiție prealabilă pentru intrarea în Uniunea Europeană, care consideră că pedeapsa capitală este o practică „crudă și inumană” și „nu a fost arătat în niciun fel pentru a acționa ca un element de descurajare a criminalității”.
Din 1999, Belarus a fost singura țară recunoscută în Europa care a comandat execuții. În 2009 și 2015 au fost primii doi ani din istoria înregistrată, când Europa a fost complet liberă de execuții. În acest secol, următoarele țări europene au desființat pedeapsa capitală: Ucraina (2000), Malta (2000), Cipru (2002), Turcia  (2004), Grecia (2004), Moldova (2005), Albania (2007) și Letonia (2012).
Execuții in Europa in 2018: Belarus (4)
| Culoare cheie | Țară                  | Anul ultimei execuții                                          | Execuții în 2018 | Anul abolirii                              | Detalii |
| ------------- | --------------------- | -------------------------------------------------------------- | ---------------- | ------------------------------------------ | --- |
|               | Albania               | 1995                                                           |                  | 2007                                       | Ratificarea Protocolului nr. 13 al CEDO a avut loc la 6 februarie 2007, în vigoare până la 1 iunie 2007. |
|               | Andorra               | 1943                                                           |                  | 1990                                       | Pluton de execuție. Abolită în 1990 prin Constituție. |
|               | Armenia               | *Niciuna, de la independența din 1991                          |                  | 1998                                       | Desființată în 1998 prin Constituție. Ultima execuție când Armenia a făcut parte din URSS a fost la 30 august 1991. |
|               | Austria               | 1950                                                           |                  | 1968                                       | Abolită în timp de pace 1950. A fost desființată complet în 1968 prin Constituție. |
|               | Azerbaidjan           | 1993                                                           |                  | 1998                                       | |
|               | Belarus               | 2019                                                           | 4                | Nu există date disponibile în acest moment | Împușcare pn artea din spate a capului. Belarus este singura țară din Europa care practică pedeapsa cu moartea. Legile permit pedeapsa capitală pentru fapte de agresiune, uciderea unui reprezentant al unui stat străin sau organizație internațională cu intenția de a provoca tensiune sau război internațional, terorism internațional, genocid, crime împotriva securității umanității, omor cu circumstanțe agravante, terorism, terorism acte, trădare care duce la pierderea vieții, conspirație pentru confiscarea puterii, sabotaj, uciderea unui ofițer de poliție, uciderea unui ofițer de patrulare de frontieră, utilizarea armelor de distrugere în masă și încălcarea legilor și obiceiurilor de război. |
|               | Belgia                | 1950                                                           |                  | 1996                                       | Ultima execuție pentru infracțiuni de drept comun a fost în 1863. Ultima execuție pentru crime de război a fost în 1950. Abolită în 1996 prin Cod Penal, din 2005 în Constituție. |
|               | Bosnia și Herțegovina | *Niciuna, de la independența din 1992                          |                  | 1998                                       | Execuția finală în actuala țară a avut loc în 1975, când pe atunci Republica Socialistă Bosnia și Herțegovina era încă una dintre republicile constitutive ale Iugoslaviei. Aceasta a fost desființată în 1998 de Constituție, deși pedeapsa cu moartea a rămas prezentă în Constituția Republicii Srpska, menționată la articolul 11, precizând că: „Viața umană va fi inviolabilă. Pedeapsa.cu.moartea poate fi doar pronunțată exclusiv pentru infracțiuni de capital." Curtea Supremă din Bosnia și Herțegovina a abolit pedeapsa cu moartea în Republica Srpska în 2019, făcând, în practică, Bosnia și Herțegovina să fie ultima Țară din Europa, cu excepția Belarusului și a Rusiei, să aboleze pe deplin pedeapsa cu moartea pe toate nivelurile de judiciar, eliminându-l din toate statutele sale oficiale, legi, protocoale și constituții. |
|               | Bulgaria              | 1989                                                           |                  | 1998                                       | Ultima execuție din Bulgaria a avut loc pe 4 noiembrie 1989, cu câteva zile înainte de căderea lui Todor Zhivkov, care a anunțat sfârșitul regimului comunist. Era al 14-lea an de împușcare a unui prizonier condamnat. |
|               | Croația               | 1987                                                           |                  | 1991                                       | Ultima pedeapsă capitală a fost executată la 29 ianuarie 1987 de către plutonul de execuție, în timp ce Croația încă făcea parte din SFR Iugoslavia. Ultimul condamnat executat a fost Dušan Kosić care a ucis Čedomir Matijević, soția sa Slavica și cele două fiice ale lor, Dragana și Snježana. Pedeapsa capitală a fost abolită în 1990 conform prevederilor noii constituții croate adoptate pentru SR Croația. După declararea independenței, în iunie 1991, Republica Croația, recent constituită, a declarat Constituția din 1990 oficială și a părăsit jurisdicția Federației Iugoslave, eliminând complet pedeapsa capitală. Pedeapsa cu moartea este interzisă de articolul 21 din Constituția Croației. |
|               | Cipru                 | 1962                                                           |                  | 2002                                       | Pedeapsa capitală pentru omor abolită în 1983. Republica Turcă a Ciprului de Nord nerecunoscută păstrează încă pedeapsa cu moartea pentru trădare pe timpul de război. |
|               | Cehia                 | *Niciuna, de la independența din 1993                          |                  | 1990                                       | Ultima execuție când o parte din Cehoslovacia a fost în iunie 1989. Abolită după Revoluția de catifea din 1990 prin modificarea Constituției Cehoslovaciei. La 1 ianuarie 1993, la independență, Republica Cehă a devenit un nou stat aboliționist. |
|               | Danemarca             | 1950                                                           |                  | 1978                                       | Ultima execuție pentru infracțiuni de drept comun 1892. Ultima execuție pentru crime de război 1950. Pedeapsa capitală a fost executată retroactiv 1945–50 pentru crime legate de ocupația germană în al doilea război mondial, abrogată în 1951 și confirmată în 1993. O regulă similară era activă în 1952 –1978 în legea penală civilă pentru infracțiuni de război săvârșite în circumstanțe extreme. |
|               | Estonia               | 1991                                                           |                  | 1998                                       | Ultima execuție din Estonia a avut loc la 11 septembrie 1991, când Rein Oruste a fost împușcat cu un glonț în spatele capului pentru infracțiunea de omor. |
|               | Finlanda              | 1944                                                           |                  | 1972                                       | Ultima execuție pe timp de pace în 1825. Ultima execuție în timp de război 1944. Pedeapsa capitală a fost abrogată pentru crimele civile din 1949 (toate sentințele existente comutate cu închisoare pe viață) și pentru toate infracțiunile din 1972. În 1984, pedeapsa cu moartea a fost scoasă în afara legii în Constituția Finlandei. |
|               | Franța                | 1977                                                           |                  | 1981                                       | Pedeapsa cu moartea a fost abrogată inițial de director în 1795, dar reintrodusă de Napoleon în 1810. Aceasta a fost re-abolită de drept în 1981 și de Constituție în 2007. |
|               | Georgia               | 1995                                                           |                  | 2006                                       | În 1997, pedeapsa cu moartea a fost abrogată pentru majoritatea infracțiunilor, însă constituția a declarat că Curtea Supremă avea puterea de a impune pedeapsa cu moartea în cazuri excepțional de grave de „crime împotriva vieții”. La 27 decembrie 2006, președintele Mikheil Saakashvili a semnat printr-o lege un nou amendament constituțional prin care se desființează în totalitate pedeapsa cu moartea. Statul autoproclamat Abhazia, care este revendicat de Georgia, păstrează încă pedeapsa cu moartea pentru trădare de război, dar a fost în moratorie din 2007. |
|               | Germania              | 1981                                                           |                  | 1949 (West Germany), 1987 (East Germany)   | Interzis de Legea de bază pentru Republica Federală Germania de la formarea Germaniei în 1949. Autoritățile militare americane au efectuat o execuție pe teritoriul Germaniei în 1956. Republica Democrată Germană (Țară care a încetat să existe în 1990 și tot teritoriul său s-a alăturat Republica Federală Germania) a abolit pedeapsa cu moartea în 1987, ultima execuție a avut loc în 1981. |
|               | Grecia                | 1972                                                           |                  | 2001                                       | Abolită în 1994 (Legea 2207/1994), cu excepția trădărilor în timp de război, desființată complet cu modificarea Constituțională din 2001 și apoi cu aprobarea de către Parlamentul grec a ratificării Protocolului nr. 13 privind desființarea pedeapsa.cu. moartea în toate circumstanțele din noiembrie 2004. |
|               | Ungaria               | 1988                                                           |                  | 1990                                       | Pedeapsa capitală a fost abolită în 1990, iar ultima execuție a fost a lui Ernő Vadász, la 14 iulie 1988, pentru omor. |
|               | Islanda               | *Niciuna, de la independența din 1944                          |                  | 1928                                       | Ultima execuție a avut loc în 1830, în timpul coloniei a Danemarcei. Abolită în 1928, reintroducerea era făcută neconstituțional în 1995 prin votul unanim al Parlamentului. |
|               | Irlanda               | 1954                                                           |                  | 1990                                       | Abolită pentru majoritatea crimelor în 1964 și pentru infracțiunile rămase în 1990. Ultimele sentințe de moarte au fost adoptate în 1985, toate începând din 1954 au trecut la închisoare. Referendumul constituțional din 2001 interzice reintroducerea, chiar și în timpul stării de urgență. |
|               | Italia                | 1947                                                           |                  | 1994                                       | La 30 noiembrie 1786 Marele Ducat al Toscanei (pe atunci independent, acum o parte a Italiei) a devenit primul stat din epoca modernă care a desființat complet pedeapsa cu moartea, deși pentru o scurtă perioadă de patru ani, după care a fost reinstaurată. Republica Romană de scurtă durată din februarie-iulie 1849 a abolit pedeapsa cu moartea înainte de a fi răsturnată de trupele franceze. Când s-a format Regatul Italiei în 1861, toate statele constitutive, cu excepția Toscanei, au permis pedeapsa capitală până când a fost desființată din codul penal în 1889 - deși a fost menținută în conformitate cu dreptul militar și colonial. În 1926, Mussolini a reintrodus pedeapsa cu moartea în dreptul italian. A fost retras din codul penal în 1944. Art. 27 din Constituția Republicii Italiene (1948) a abolit-o complet pentru toate crimele militare și civile obișnuite pe timp de pace. Pedeapsa cu moartea a fost încă, în mod oficial, în vigoare în Italia în codul penal militar, numai pentru o înaltă trădare împotriva Republicii sau numai în crimele perpetuate de teatrul de război (deși nu a avut loc vreo execuție) până când a fost desființată complet și de acolo, în 1994. Articolul 27 din Constituția Italiei a fost schimbat, în 2007, pentru a împiedica reintroducerea pedepsei cu moartea în timp de război |
|               | Letonia               | 1996                                                           |                  | 2012                                       | Pedeapsa cu moarteaa fost desființată pentru infracțiuni în timp de pace 1undeva în 999. Abpfost eliminată entru toate infracțiunile din 2012. |
|               | Liechtenstein         | 1785                                                           |                  | 1987                                       | |
|               | Lituania              | 1995                                                           |                  | 1998                                       | |
|               | Luxemburg             | 1949                                                           |                  | 1979                                       | Abolită prin Constituția din 1979. |
|               | Malta                 | *Niciuna, de la independența din 1964                          |                  | 2000                                       | Ultima execuție când o colonie a Marii Britanii a fost în 1943. Pedeapsa capitală pentru omor a fost abolită în 1971, parte a codului militar până în 2000. |
|               | Republica Moldova     | *Niciuna, de la independența din 1991                          |                  | 2005                                       | Ultima execuție a avut loc atunci când o parte a URSS a fost în 1985. La 23 septembrie 2005, Curtea Constituțională a Moldovei a aprobat modificări constituționale care aboleau pedeapsa cu moartea. Statul autoproclamat al Transnistriei, care este revendicat de Moldova, păstrează încă pedeapsa cu moartea, dar a observat un moratoriu asupra execuțiilor din 1999. |
|               | Monaco                | 1847                                                           |                  | 1962                                       | Măsura a fost abrogată de Constituția 1962. |
|               | Muntenegru            | *Niciuna, de la independența din 2006                          |                  | 1995                                       | Ultima execuție când o parte din Iugoslavia a fost în 1992. Pedeapsa capitală desființată de Republica Federală Iugoslavia în 1995. Când Muntenegru a declarat independența în 2006, a devenit un stat aboliționist. |
|               | Țările de Jos         | 1952                                                           |                  | 1982 (Neth.) 2010 (Neth. Antilles)         | Ultima execuție pentru infracțiuni pe timp de pace a avut loc în 1860. Aceasta a fost abrogată pentru infracțiuni de pace în 1870. Abolită în Olanda prin Constituția 1982. Ultimul teritoriu olandez pentru a-l aboli a fost Antilele Olandeze în 2010. |
|               | Macedonia de Nord     | *Niciuna, de la independența din 1991                          |                  | 1991                                       | Ultima execuție a avut loc atunci când o parte a Iugoslaviei a fost în 1988. Desființată prin Constituția din 1991. |
|               | Norvegia              | 1948                                                           |                  | 1979                                       | Abolită pentru infracțiuni pe timp de pace în 1902, ultima execuție pentru infracțiuni de pace în 1876. Ultimele execuții ale infractorilor de război efectuate pe 37 de bărbați condamnați pentru trădare sau crime de război în timpul celui de-al doilea război mondial în 1945 până în 1948. |
|               | Polonia               | 1988                                                           |                  | 1997                                       | O reformă a legii penale, inclusiv reintroducerea pedeapsa.cu.moartea, a fost propusă în 2004 de Partidul Lege și Justiție, dar a pierdut votul din prima lectură în Sejm, de la 198 la 194, cu 14 abțineri. Se spune că acesta a fost doar populism, întrucât Polonia se afla în Uniunea Europeană și deci această inițiativă a avut cu greu o șansă. |
|               | Portugalia            | 1846                                                           |                  | 1976                                       | Pedeapsa capitală a fost abrogată pentru crime politice în 1852, crime civile în 1867 și crime de război în 1911. În 1916, pedeapsa capitală a fost reinstituită doar pentru infracțiunile militare care au avut loc într-un război împotriva unei țări străine și în teatrul de război. Pedeapsa capitală a fost complet abrogată din nou în 1976. |
|               | România               | 1989                                                           |                  | 1990                                       | Ultimele persoane care au fost condamnate și executate în România au fost fostul dictator Nicolae Ceaușescu și soția sa, Elena Ceaușescu, în urma Revoluției Române din 1989. Acuzele lor au variat de la crime împotriva umanității la înaltă trădare. A fost abolită în 1990 și interzisă de Constituție în 1991. |
|               | Rusia                 | - 1999 (Cecenia) - 1996 (în restul teritoriul Federației Ruse) |                  | Nu există date disponibile în acest moment | Pluton de execuție. Rusia păstrează pedeapsa cu moartea, dar este foarte rar folosită. Au existat 4 scurte perioade în care Rusia a desființat complet pedeapsa cu moartea, în secolul al 18-lea împărăteasa rusă Elisabeta a desființat-o, dar a fost restaurată de următorul împărat, Petru al III-lea al Rusiei, apoi, din 12 martie 1917 până la 12 iulie 1917. răsturnarea țarului, din 27 octombrie 1917 până la 16 iunie 1918 ca urmare a confiscării puterii de către bolșevici și 1947–1950 după încheierea celui de-al Doilea Război Mondial (Joseph Stalin a desființat-o în 1947, dar a restabilit-o în 1950, iar pentru această scurtă perioadă, cea mai strictă pedeapsă din URSS a fost servitutea penală în GULAG timp de 25 de ani). În prezent, Codul Penal al Federației Ruse prevede pedeapsa cu moartea pentru cinci infracțiuni: omor cu circumstanțe agravante, tentativă de asasinat împotriva unui stat sau a unei persoane publice, tentativă la viața unei persoane care administrează justiția sau investigații preliminare, tentativă la viața unei legi -oficial de executare și genocid. La 16 aprilie 1997, Rusia a semnat al șaselea Protocol la Convenția Europeană a Drepturilor Omului, dar nu a ratificat-o încă. Din 1996 a existat un moratoriu asupra execuțiilor, nu au existat execuții în Federația Rusă din august 1996 (cu excepția uneia din 1999, în Republica Cecenia, un fost stat de recunoaștere limitată). În noiembrie 2009, Curtea Constituțională a prelungit moratorul pe termen nelimitat în așteptarea ratificării celui de-al șaselea protocol. Pedeapsa cu moartea este încă prezentă în statut. |
|               | San Marino            | 1468                                                           |                  | 1865                                       | Pedeapsa capitală a fost abrogată pentru crime civile în 1848. Pedeapsa cu moartea a fost abolită complet pentru toate crimele din 1865. |
|               | Serbia                | *Niciuna, de la independența din 2006                          |                  | 1995                                       | Ultima execuție când o parte din Iugoslavia a fost în 1992. Pedeapsa capitală desființată de Republica Federală Iugoslavia în 1995. Când Serbia a devenit independentă în 2006, a devenit un stat abolitionist. |
|               | Slovacia              | *Niciuna, de la independența din 1993                          |                  | 1990                                       | Ultima execuție când o parte a Cehoslovaciei a fost în 1989. Abolită în 1990 prin Constituție, când încă era o parte componentă a Cehoslovaciei. La 1 ianuarie 1993, la independență, Slovacia a devenit un nou stat aboliționist. |
|               | Slovenia              | *Niciuna, de la independența din 1991                          |                  | 1991                                       | Ultima execuție atunci când o parte a Iugoslaviei a fost în 1959. A fost abolită în Republica Iugoslavă slovenă 1989 prin Constituție La declararea independenței în 1991, Slovenia s-a îndepărtat de jurisdicția statelor federale iugoslave de pedeapsă capitală obținând efectiv abolirea completă. |
|               | Spania                | 1975                                                           |                  | 1995                                       | Abolită în 1978 de Constituție, cu excepția infracțiunilor de război. A fost abrogată din codul penal militar în 1995. |
|               | Suedia                | 1910                                                           |                  | 1973                                       | Infracțiuni de pace în 1921, infracțiuni de război în 1973. Interzise de drept constituționsl din 1975. |
|               | Elveția               | 1944                                                           |                  | 1992                                       | Pedeapsa capitală a fost abolită în 1874, dar restabilită în 1879. A fost practicată de câțiva cantoane (nouă execuții până în 1940). A fost abrogată prin vot popular în 1938, cu excepția crimelor militare de război, pentru care a fost desființat în 1992. Interzisă de constituția din 1999. |
|               | Turcia                | 1984                                                           |                  | 2004                                       | Abolită în 2004 prin Constituție. Abolită în 2004 prin Constituție. La 29 octombrie 2016, președintele turc Recep Tayyip Erdogan spune că guvernul său va solicita parlamentului să ia în considerare reintroducerea pedepsei cu moartea ca pedeapsă pentru complotarii din spatele tentativei de lovitură de stat din iulie 2016. |
|               | Ucraina               | 1997                                                           |                  | 2000                                       | Abolită în februarie 2000, după ce Curtea Constituțională a decis neconstituțională pedeapsa cu moartea în decembrie 1999. Noul cod penal a fost adoptat în aprilie 2000. Republica Populară Donețk nerecunoscută a reintrodus în 2014 pedeapsa cu moartea pentru trădare. |
|               | Regatul Unit          | 1977 (Bermuda) 1964 (UK)                                       |                  | 1998                                       | Ultima execuție în Marea Britanie a fost în 1964. Ultima execuție pe teritoriul britanic de peste mări a avut loc la Bermuda în 1977. Abolită pentru omor în 1969 în Marea Britanie și 1973 în Irlanda de Nord și abrogată pentru toate infracțiunile rămase (înalta trădare, piraterie cu violență și infracțiuni sub jurisdicție militară) în Marea Britanie în 1998. Convenția Europeană, al 13-lea Protocol ratificat în 2003, confirmând abolirea totală. Ultimul teritoriu britanic sau dependența de coroană care a abolit complet pedeapsa capitală a fost Jersey la 10 decembrie 2006 (a se vedea pedeapsa capitală din Jersey). |
|               | Vatican               | 1870                                                           |                  | 1969 (2001)                                | Ultima execuție la 9 iulie 1870. Mazzatello a fost folosit în timpuri străvechi, apoi execuția prin spânzurare, decapitare și de la începutul '800 ghilotină. Niciodată folosit în Cetatea Vaticanului și efectuat în statele papale numai de către autoritățile locale unde s-au pronunțat sentințele. Din 1870 până în 1929, Vaticanul nu a avut teritorii suverane și nu s-au aplicat pedepse cu moartea. Reintrodus oficial în Codurile Legii în 1927, numai în caz de asasinat al Papei. Abrogată în 1969 (abolirea a fost ratificată oficial doar în 2001). |

### Oceania
Dintre cele 14 țări independente din Oceania care sunt membre ale ONU sau statele observatoare:
- 1 (din care 7%) permit utilizarea sa pentru infracțiuni obișnuite, dar nu l-au folosit de cel puțin 10 ani  și  se crede că are o politică sau o practică stabilită de a nu efectua executări sau se află sub un moratoriu.
- 13 (din care 93%) au desființat-o.

Doar Tonga nu au abolit în mod oficial pedeapsa capitală, în ciuda faptului că nu au folosit practica din 1975 și, respectiv, în 1982. Cele mai recente țări pentru abolirea pedepsei capitale în Oceania sunt Samoa (2004), Fiji (2015),  Nauru (2016) și Papua Noua Guinee .
| Culoare cheie | Țară                             | Anul ultimei execuții                 | Execuții în 2018 | Anul abolirii                              | Detalii |
| ------------- | -------------------------------- | ------------------------------------- | ---------------- | ------------------------------------------ | --- |
|               | Australia                        | 1967                                  |                  | 1985                                       | Pedeapsa capitală a fost abolită în Queensland în 1922, Tasmania în 1968, Teritoriul de Nord, Teritoriul capitalului australian și Commonwealth-ul în 1973, Victoria în 1975, Australia de Sud în 1976, Australia de Vest în 1984 și Noua Țara Galilor de Sud în 1985.                                                                 |
|               | Fiji                             | *Niciuna, de la independența din 1970 |                  | 2015                                       | Ultima execuție când o colonie a Marii Britanii a fost în 1964. Pedeapsa cu moartea pentru crime în temeiul Legii Forțelor Militare din Republica Fiji a fost abrogată în februarie 2015. Abolită pentru alte crime din 1979. |
|               | Kiribati                         | *Niciuna, de la independența din 1979 |                  | 1979                                       | |
|               | Insulele Marshall                | *Niciuna, de la independența din 1986 |                  | 1986                                       | Abolită în 1986prin Constituție |
|               | Statele Federate ale Microneziei | *Niciuna, de la independența din 1986 |                  | 1986                                       | Abolită în 1986 prin Constituție |
|               | Nauru                            | *Niciuna, de la independența din 1968 |                  | 2016                                       | Pedeapsa cu moartea a fost abrogată în mai 2016 În ciuda eliminării pedepsei capitale, Nauru a votat împotriva Moratoriului ONU privind pedeapsa cu moartea în 2018. |
|               | Noua Zeelandă                    | 1957                                  |                  | 1989                                       | Abolită în Noua Zeelandă în 1941 pentru majoritatea infracțiunilor, reinstituiți în 1950, desființați din nou în 1961 pentru majoritatea crimelor și desființate în mod expres pentru trădare în 1989. În 2007, Insulele Cook au devenit ultimele dintre teritoriile de peste mări din Noua Zeelandă care au abolit pedeapsa capitală. |
|               | Palau                            | *Niciuna, de la independența din 1994 |                  | 1994                                       | |
|               | Papua Noua Guinee                | *Niciuna, de la independența din 1975 |                  | 2022                                       | Ultima execuție când a fost în administrația australiană a fost în noiembrie 1954. Printre aceasta s-a numărat și trădare, piraterie, tentativă de piraterie, ucidere voită. Papua Noua Guinee a votat în 2013 pentru introducerea pedepsei cu moartea pentru infracțiuni precum viol, jaf și ucidere din culpă legată de vrăjitorie.  |
|               | Samoa                            | *Niciuna, de la independența din 1962 |                  | 2004                                       | |
|               | Insulele Solomon                 | *Niciuna,de la independența din 1978  |                  | 1978                                       | |
|               | Tonga                            | 1982                                  |                  | Nu există date disponibile în acest moment | Spânzurare. Pedeapsa cu moartea pentru trădare, omor. |
|               | Tuvalu                           | *Niciuna, de la independența din 1978 |                  | 1978                                       | |
|               | Vanuatu                          | *Niciuna, de la independența din 1980 |                  | 1980                                       | |